# Síndrome de Diógenes
El síndrome de Diógenes es un trastorno del comportamiento que se caracteriza por el total abandono personal y social, así como por el aislamiento voluntario en el propio hogar y la acumulación en él de grandes cantidades de basura y desperdicios domésticos. Afecta, por lo general, a personas de avanzada edad que viven solas.
En 1960 se realizó el primer estudio científico de dicho patrón de conducta, y en 1975 se lo bautizó como «síndrome de Diógenes». Esta denominación hace referencia a Diógenes de Sinope, filósofo griego que adoptó y promulgó hasta el extremo la independencia de las necesidades materiales y los ideales de privación (lo que se conoce como cinismo clásico); Diógenes no sólo no era acumulador compulsivo sino que concurría diariamente al Ágora en busca de compañía social, por lo que la denominación de este síndrome termina siendo bastante irónica. Otros posibles nombres para el síndrome son colapso senil, síndrome de Plyushkin (en honor al personaje de Gogol), colapso social y síndrome de miseria senil. El deterioro del lóbulo frontal puede tener que ver en su causa (Orrell et al., 1989).

## Descripción
La persona que sufre de este trastorno se caracteriza por su aislamiento social, llegando a recluirse en el propio hogar, además de desatender absolutamente la limpieza del mismo y toda higiene personal.
El aislamiento social hace que muchas personas confundan este síndrome con el autismo, pero esto es un error ya que aquella es una condición neurobiológica más seria. Hay casos en que puede haber comorbilidad entre ambos trastornos.

## Síntomas
Tales comportamientos se suelen encontrar en personas de avanzada edad pero también en jóvenes. Por lo general son personas que se sienten solas, o no han superado la muerte de un cónyuge o familiar muy cercano, o presentan cuadros depresivos. En algunos casos las penurias económicas pueden alentar este comportamiento, pero no es un factor clave, pues se conocen casos en personas de alto nivel socioeconómico y carreras profesionales brillantes que lo padecen, como Edith Bouvier Beale. En definitiva, es la soledad el principal factor que desencadena este trastorno.
Una de las peculiaridades de este síndrome, es que cuando son dos las personas de edad avanzada que conviven juntas, uno de ellos puede arrastrar al otro a esta situación.
Este trastorno, que esconde importantes alteraciones psiquiátricas, afecta en España a 17 pacientes por cada 10 000 ingresos hospitalarios.
Uno de los factores más importantes en el crecimiento del número de casos que manifiestan este trastorno es el progresivo aumento del número de ancianos que viven solos.

## Tratamiento
El tratamiento debe empezar por la detección de los casos de riesgo, el ingreso en un Hospital General o Unidad de Geriatría, y abordaje de los trastornos médicos. Es indispensable un diagnóstico para saber cuál es la patología de base que genera este comportamiento.
Se deben adoptar las medidas de protección social pertinentes, evitando una recaída del paciente a sus condiciones previas de vida. En algunos casos es preciso tratar la patología psiquiátrica asociada (depresión, delirios crónicos). Si no es posible asegurar la convivencia o ubicar al paciente en una institución social, es preciso hacer un seguimiento crónico, visitas domiciliarias, y trabajo coordinado de los servicios sanitarios (psicólogo, médico, enfermero y terapeuta ocupacional) y sociales (trabajador social).
El mayor obstáculo para tratar a estos pacientes es que ellos no tienen plena conciencia de su problema y suelen rechazar la ayuda social. Si no están incapacitados por motivo de alguna enfermedad psiquiátrica de base o una demencia, no pueden ser ingresados en una residencia sin su consentimiento, con lo que terminan volviendo a su tipo de vida anterior. Sin embargo, no deben ahorrarse esfuerzos para tratar con terapia a estos pacientes de modo que tomen conciencia de su trastorno y aprendan la importancia de tener no solo una higiene personal adecuada sino un entorno libre de basura y especímenes que les pueden causar muchas enfermedades a ellos mismos, a su familia y vecinos.
El comportamiento huraño o  aislamiento voluntario son factores de riesgo que le pueden indicar a la familia la presencia de este desorden en uno de sus miembros. Como en muchas ocasiones estas personas rechazan la ayuda de su familia y amigos, se ha llegado a debatir si se trata realmente de una enfermedad o de un estilo de vida.